# Tentativo di fuga da Alcatraz del giugno del 1962
Il tentativo di fuga da Alcatraz del giugno del 1962 fu un'evasione dal carcere di Alcatraz, un penitenziario di massima sicurezza posto sull'omonima isola nella Baia di San Francisco, da cui nessuno era mai riuscito a fuggire prima, perpetrato dai prigionieri Frank Morris, John Anglin e Clarence Anglin. I tre uomini furono in grado di fuggire di notte dalle loro celle e di lasciare l'isola in tempi brevi, a compimento di un complesso e meticoloso piano sviluppato per diversi mesi. Dopo che furono entrati nella Baia di San Francisco non si seppe più nulla di loro.
Morris e i fratelli Anglin fuggirono la notte dell'11 giugno 1962. Si avvalsero di un condotto di 91 cm del blocco B delle celle che passava proprio dietro le loro celle per raggiungere l'uscita dalla prigione. Per accedere al condotto, i prigionieri dovettero meticolosamente rimuovere una ventola di aerazione utilizzando attrezzi improvvisati, come un cucchiaio da cucina saldato su un motore di un aspiratore rubato. L'ora di musica prevista dal programma del carcere di Alcatraz (un recente ammorbidimento rispetto alle rigide regole del carcere), fu l'occasione fortuita dei tre fuggitivi: dozzine di uomini simultaneamente suonavano i loro strumenti creando una cacofonia che servì a nascondere i rumori generati dalle operazioni di scavo nel muro. Il progresso nel loro lavoro venne coperto da un finto muro il quale, nell'oscurità della cella, trasse in inganno le guardie.
Quando finalmente furono in grado di passare attraverso il condotto, di notte in notte predisposero il necessario per la fuga. La loro assenza sarebbe stata notata dalle guardie che facevano delle ronde a ogni ora, e per questo i fuggitivi realizzarono delle finte teste di cartapesta per simulare la loro presenza nel letto, servendosi anche di ciocche di capelli rubate in barberia. Per passare dal condotto, gli uomini rimossero la griglia, la ventola e poi il motore a essa annesso, rimontando poi la sola griglia di protezione, riuscendo a rimuovere i rivetti con del carburo di silicio rubato nel laboratorio della prigione, cancellando ogni traccia del loro passaggio. I fuggitivi, poi, dedicarono molte ore anche alla costruzione di un gommone improvvisato composto da cinquanta impermeabili, tutti rubati. Questi vennero portati nelle celle e nascosti alla vista delle guardie da fogli. Lunedì 11 giugno i tre fuggitivi posero le loro finte teste nei loro letti, entrarono nel condotto e lasciarono l'isola di Alcatraz a bordo della loro zattera improvvisata verso un destino incerto.
Gli investigatori dell'FBI vennero aiutati da un prigioniero, Allen West, che era parte del gruppo dei fuggitivi, ma venne abbandonato dagli amici a causa di ritardi. Dell'impresa dei tre detenuti fuggitivi non si ha prova né del fallimento né della riuscita. Nel 1979, l'FBI concluse ufficialmente, sulla base di evidenze di circostanza e sentendo l'opinione degli esperti, che gli uomini dovevano essere annegati nelle fredde acque della baia di San Francisco nel tentativo di raggiungere la terraferma.
Morris e i fratelli Anglin appaiono a ogni modo ancora oggi nella lista dei ricercati. Nei primi anni '10 del XXI secolo, incominciarono a presentarsi le prime prove che potrebbero far pensare che qualcuno del gruppo sia sopravvissuto. I parenti dei fratelli Anglin presentarono anche delle prove secondo le quali i due fratelli si sarebbero recati in Brasile dopo la fuga, allegando una fotografia del 1975 che li ritrarrebbe; secondo gli esperti potrebbe esserci un collegamento facciale tra i personaggi della fotografia e gli evasi. Non si hanno invece tracce di Frank Morris.

## Precedenti tentativi
Dei 36 detenuti che provarono a fuggire nella storia di Alcatraz, per ben 14 volte nella storia dei 29 anni di esistenza del carcere, 23 vennero ripresi, 6 vennero uccisi, 2 annegarono e 5 (tre dei quali Morris e i fratelli Anglin e gli altri due furono Theodore Cole e Ralph Roe) vennero inclusi nei "dispersi e probabilmente annegati".

## Detenuti

### Frank Morris

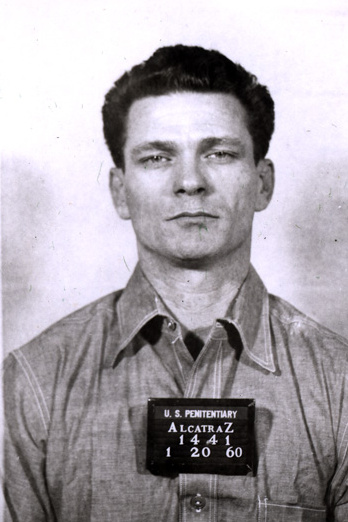
Frank Morris

Frank Lee Morris nacque il 1º settembre 1926 a Washington. Abbandonato dal padre e dalla madre durante l'infanzia, rimase orfano all'età di 11 anni, trascorrendo gran parte della sua giovinezza in affido. Venne accusato del primo crimine a 13 anni e venne in seguito arrestato per il possesso di narcotici e per furto d'armi. I primi anni in prigione si dedicò a servire il pranzo ai prigionieri. Liberato, venne nuovamente arrestato a Miami per furto d'auto e di armi. Nella sua scheda personale presente nella prigione di Alcatraz, alla sezione "crimini commessi" riporta "Delinquenza giovanile-2; Fuga-2; Effrazione-1; Furto-1; Possesso di narcotici e furto di armi-1; Lotta illegale e furto in banca-1". Sulla base della misurazione del suo quoziente intellettivo, Morris ebbe come risultato 133, risultando nel 2% della popolazione che appariva sopra la media in questa rilevazione. Trascorse del tempo in Florida e in Georgia, e quindi fuggì dal penitenziario di stato della Louisiana dove stava scontando una pena di 10 anni per furto in banca. Venne ricatturato l'anno successivo mentre stava commettendo un furto e venne inviato ad Alcatraz il 20 gennaio 1960, ottenendo la matricola AZ1441.

### John e Clarence Anglin
I fratelli Anglin, John William (2 maggio 1930 – scomparso l'11 giugno 1962) e Clarence (11 maggio 1931 – scomparso l'11 giugno 1962) nacquero in una famiglia di tredici figli a Donalsonville, in Georgia. I loro genitori, George Robert Anglin e Rachael Van Miller, erano lavoratori agricoli stagionali; nei primi anni '40 del Novecento, si spostarono a Ruskin, in Florida, a circa 30 km a sud di Tampa, dove coltivavano pomodori. Ogni giugno migravano a nord nel Michigan per la raccolta delle ciliegie. John e Clarence divennero inseparabili; ottimi nuotatori, sin da giovani si allenarono nel Lago Michigan. Clarence Anglin aveva un tatuaggio con la scritta "Zona" sul polso sinistro e uno con la scritta "Nita" sull'avambraccio destro.
I fratelli lavorarono come contadini e lavoratori stagionali. Clarence venne catturato per la prima volta a 14 anni. I due incominciarono a compiere furti alle banche nei primi anni '50, assicurandosi sovente che nessuno rimanesse ferito. Dissero di aver usato un'arma una volta sola, un'arma giocattolo. Vennero arrestati nel 1958 dopo aver compiuto un furto alla Bank of Columbia a Columbia. Nel 1958 John Anglin compì una rapina alla Columbia Savings Bank Building di Columbia con una pistola giocattolo assieme ai fratelli Clarence e Alfred. Entrambi vennero condannati a 15 e 20 anni rispettivamente, scontando la pena dapprima nella prigione di stato della Florida, poi nel penitenziario di Leavenworth e successivamente in quello di Atlanta. Dopo ripetuti tentativi falliti di evadere dal carcere di Atlanta, i fratelli vennero trasferiti ad Alcatraz. John vi giunse il 24 ottobre 1960, con la matricola AZ1476, e Clarence il 10 gennaio 1961, con la matricola AZ1485.

### Allen West
Allen Clayton West (25 marzo 1929 – 21 dicembre 1978) nacque a New York. Venne imprigionato per furto d'auto nel 1955, dapprima nel penitenziario di Atlanta, poi nella prigione di stato della Florida. Dopo un tentativo fallito di fuggire dal carcere della Florida, venne trasferito ad Alcatraz nel 1957 con la matricola AZ1335. Quando West venne trasferito ad Alcatraz, aveva 28 anni. West venne arrestato 20 volte nel corso della sua vita.

## La fuga

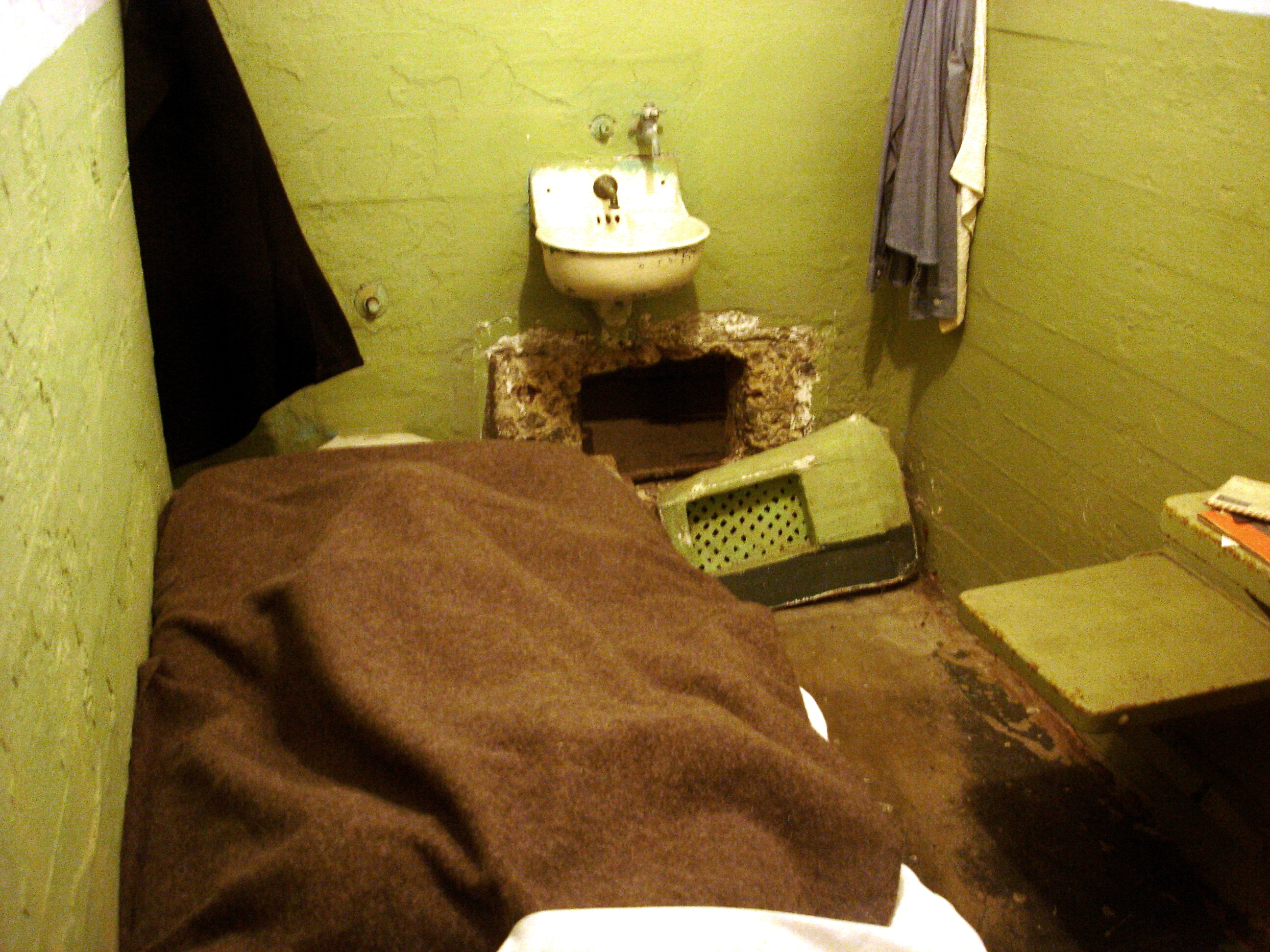
La cella dei fuggitivi nella prigione: si nota il foro di passaggio nel condotto di aerazione

Nel 1961 i tre detenuti si trovavano in celle adiacenti, e nel dicembre di quell'anno iniziarono a formulare l'ipotesi di un piano di fuga insieme, il tutto sotto la leadership di Morris, la vera mente orchestratrice del progetto (anche se Allen West, durante l'interrogatorio, affermò di essere lui l'ideatore di tutto ciò). La loro amicizia fidata risaliva ai tempi della detenzione nella prigione di Atlanta. Nei successivi sei mesi, gli uomini riuscirono ad allargare il condotto di aerazione presso il loro lavandino servendosi di un cucchiaio di metallo rubato alla sala da pranzo del penitenziario e utilizzando un trapano elettrico improvvisato ricavato dal motore di un aspirapolvere anch'esso rubato. Gli uomini coprirono i loro progressi nel lavoro con carte da gioco dipinte a imitare il colore del muro. Per coprire il rumore del "trapano", il gruppo scelse l'ora di musica al penitenziario.
Una volta che i fori furono grandi abbastanza da passarvici attraverso, i fuggitivi di notte vi entravano per predisporre una zattera improvvisata con cinquanta impermeabili rubati. Questi, opportunamente bloccati e gonfiati, sarebbero serviti da gommone come in una concertina. Riuscirono infine a rimuovere i rivetti che tenevano la griglia superiore del condotto, aprendosi la via della fuga.

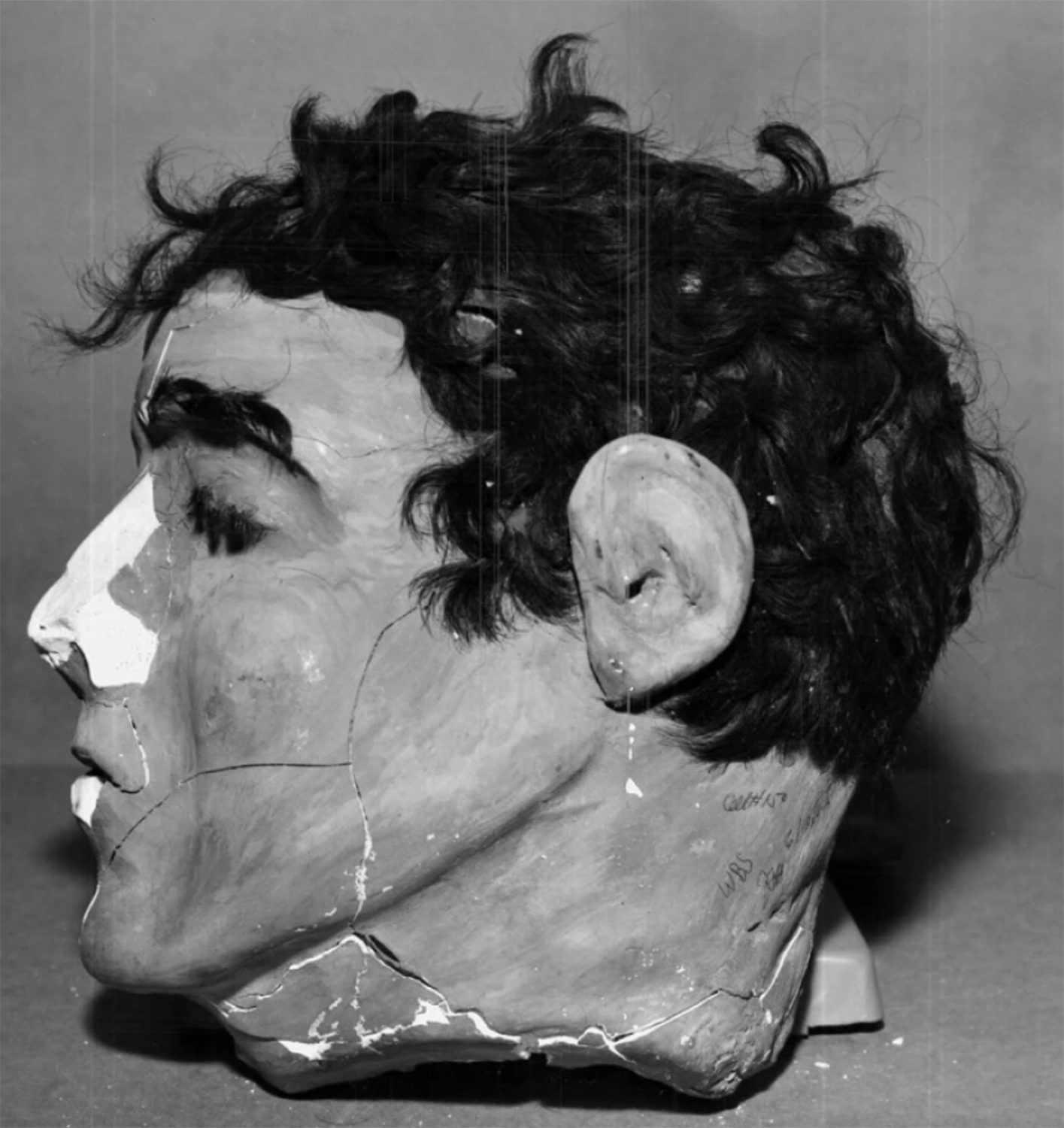
Finta testa di cartapesta ritrovata nella cella di Morris. Il naso si ruppe quando la guardia, insospettita, scoprì il letto del carcerato e la testa rotolò a terra.

Gli uomini coprirono la loro assenza durante i lavori e poi durante la fuga andando a piazzare nel letto delle teste di cartapesta e decorate con una mistura di sapone, dentifricio, polvere di calcestruzzo e carta igienica, dandogli un aspetto ancora più realistico con l'uso di capelli veri rubati al negozio di barberia della prigione. Le teste vennero poste nel letto con una serie di asciugamani a simulare la loro posizione a letto.
La notte dell'11 giugno 1962, con tutto pronto, gli uomini incominciarono la loro fuga. A ogni modo, il cemento impiegato per coprire il foro realizzato da West si era rappreso troppo, diminuendo significativamente la grandezza del foro nel muro e fissando la griglia al suo posto. Quando riuscì a smuovere il tutto, i suoi compagni d'avventura erano già fuggiti e quando egli riuscì a raggiungere il tetto della prigione era ormai l'alba e decise di far ritorno alla sua cella e di rimettersi a dormire. West incominciò a cooperare con gli investigatori e diede loro indicazioni dettagliate sul piano di fuga e per questo non venne punito per il tentativo di fuga.

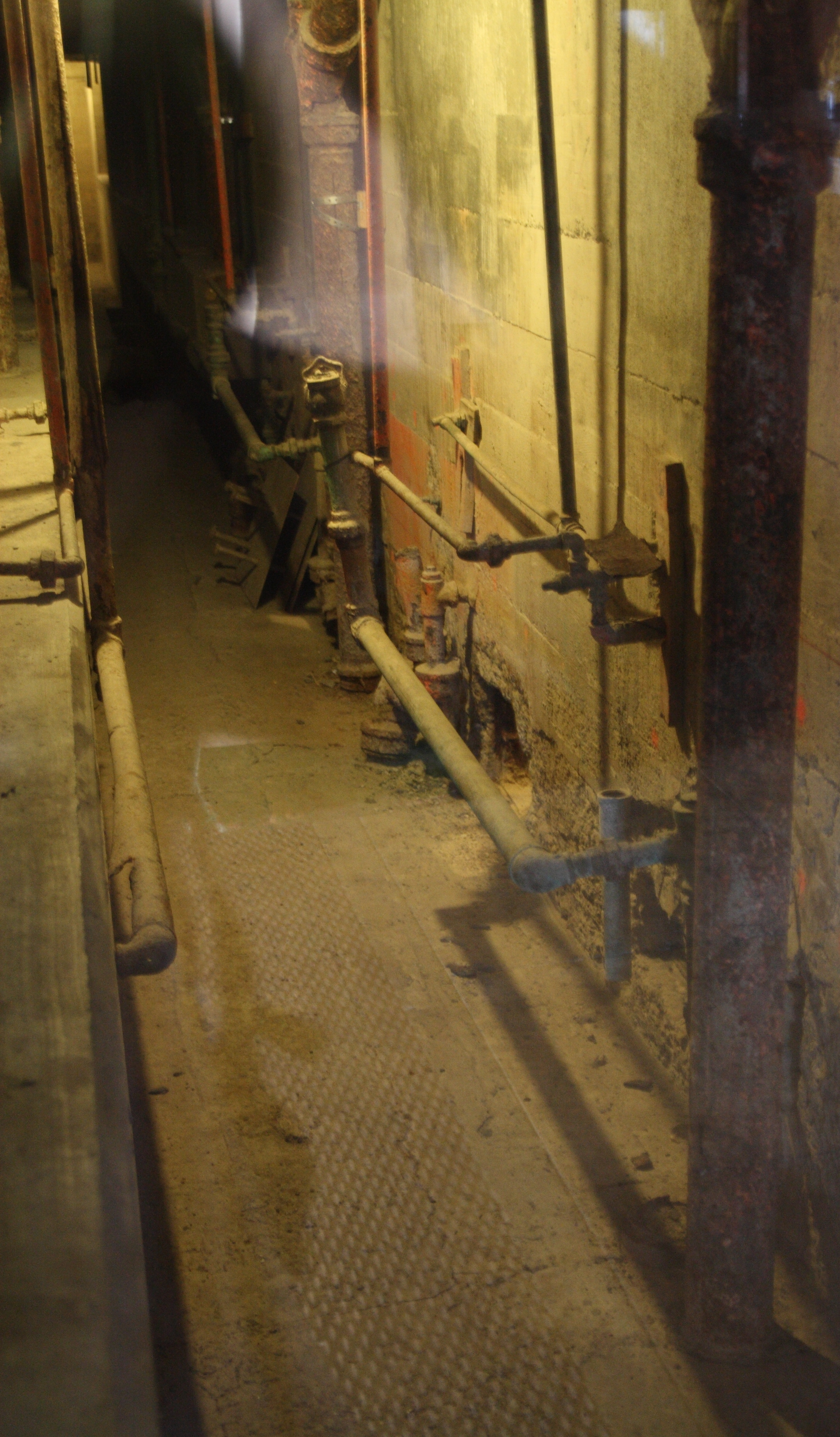
Il corridoio non sorvegliato dietro le celle utilizzato dai fuggitivi

Dal corridoio di servizio, Morris e i fratelli Anglin scalarono il condotto di aerazione sino al tetto della prigione. Le guardie udirono un tonfo ma non vi diedero peso in quanto nessun rumore fece seguito. Discesero per 15 metri attraverso una ventola della cucina e poi risalirono per 3,6 metri oltre i cancelli esterni. La costa nordorientale era un punto buio delle difese della prigione, dove non riuscivano a giungere né le luci né le torrette di difesa. Alle 22:00, secondo gli investigatori, il gruppo si sarebbe messo a bordo della propria zattera, raggiungendo poi l'obbiettivo di 3,2 km più a nord.

## Indagini

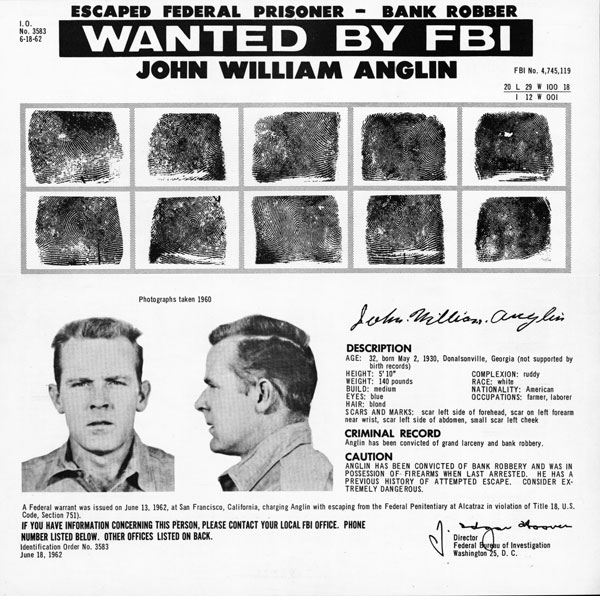
Il poster da ricercato emesso dall'FBI per John Anglin

La fuga non venne scoperta sino alla mattina del 12 giugno 1962, quando vennero rinvenuti i corpi finti nei letti. Al momento della fuga, il direttore del carcere Olin G. Blackwell si trovava in vacanza sul lago Berryessa in California, ma egli da subito fece sapere di non credere che un uomo potesse sopravvivere nelle gelide acque della baia. In uno sforzo congiunto, diverse agenzie militari e delle forze dell'ordine condussero, nei successivi dieci giorni dopo la fuga, delle massicce operazioni di ricerca via aria, mare e terra. Il 14 giugno un cutter della Guardia Costiera recuperò a circa 200 metri dalla riva di Angel Island una pagaia. Nel medesimo luogo e nel medesimo giorno, dei lavoratori su un'altra imbarcazione recuperarono un pacchetto avvolto in plastica completo coi nomi, gli indirizzi e le foto degli amici dei fratelli Anglin e dei loro parenti. Il 21 giugno vennero recuperati degli impermeabili e altro materiale che si ritennero parti dell'imbarcazione di fortuna usata dai fuggitivi, non lontano dal Golden Gate Bridge. Il giorno successivo un'imbarcazione di servizio alla prigione recuperò ancora parti di un impermeabile a 50 metri dalle coste dell'isola di Alcatraz. Non vennero trovate altre tracce degli uomini. Secondo il rapporto finale dell'FBI, i fuggitivi vennero dati per dispersi.
Almeno al pubblico, gli ufficiali dell'FBI dissero che i due erano annegati. Dissero nella conferenza stampa che "le persone a cui appartengono gli effetti personali ritrovati sono annegate lasciandoseli dietro". A ogni modo quando le autorità si adoperarono per ricercare i corpi, nessuno li trovò. Patrick Mahoney incominciò ad avanzare l'ipotesi che gli uomini potessero non essere morti, dicendo: "Non so se ce l'hanno fatta, ma dovremmo trovare dei corpi. E noi non li troviamo". Il maresciallo Michael Dyke diede la notizia secondo la quale due corpi erano stati recuperati nella Baia di San Francisco. Durante le indagini, Robert Checchi, un ufficiale di polizia di San Francisco, disse che attorno alla 1:00 della mattina del 12 luglio aveva visto un'imbarcazione illegale nella baia presso Alcatraz. Alcuni minuti dopo, la barca se n'era andata verso il Golden Gate Bridge. L'FBI a ogni modo non tenne in considerazione il racconto di Checchi come significativo.
Secondo i rapporti dell'FBI, il 17 luglio 1962, un mese dopo la fuga, una nave norvegese, la SS Norefjell, individuò un corpo fluttuante nell'oceano a oltre venti chilometri dal Golden Gate Bridge. La nave non recuperò il corpo né ne riportò l'avvistamento sino a ottobre di quell'anno. Il coroner della contea di San Francisco, Henry Turkel, a ogni modo, sollevò dei dubbi che un corpo potesse fluttuare sulla superficie dell'oceano per un mese dopo la sua morte; Turkel suggerì che il corpo potesse essere quello di Cecil Phillip Herrman, un panettiere di 34 anni rimasto senza lavoro che si era suicidato saltando dal Golden Gate Bridge cinque giorni prima dell'avvistamento. Molti altri medici sostennero la tesi di Turkel, decretando che il corpo avvistato non potesse essere quello di uno dei fuggitivi. Otto mesi dopo la fuga vennero trovate delle ossa umane nei pressi del Golden Gate Bridge, a Point Reyes, vicino al luogo dove la nave norvegese aveva avvistato il corpo. Le ossa vennero recuperate e sepolte col nome di "John Bones Doe". Il rapporto dell'anatomopatologo chiamato per l'occasione riporta che esse appartenevano a un uomo dell'età e dell'altezza di Morris, ma gli elementi per giudicare che si trattasse del suo corpo risultarono insufficienti.
Gli investigatori dell'FBI annunciarono la loro posizione ufficiale al pubblico nella quale dissero che, almeno teoricamente, era possibile per un uomo raggiungere Angel Island, ma che comunque sopravvivere alle fredde e turbolenti correnti dell'oceano appariva difficile.

## Conseguenze
West fu l'unico dei fuggitivi a non aver partecipato all'azione finale; egli non riuscì a rimuovere la griglia di protezione per tempo e pertanto gli altri furono costretti ad abbandonarlo. Egli cooperò pienamente con gli investigatori e pertanto non venne accusato di tentata fuga.
West venne trasferito al carcere di McNeil Island, nel Washington, quando il penitenziario di Alcatraz venne chiuso nel 1963, e poi tornò al penitenziario di Atlanta. Venne rilasciato nel 1967, per poi essere arrestato nuovamente in Florida l'anno successivo. Durante la sua permanenza nel carcere di stato della Florida, colpì e uccise un altro prigioniero nell'ottobre del 1972, per motivi razziali. Venne condannato all'ergastolo per omicidio aggravato e morì di peritonite acuta nel 1978.
Il 16 dicembre 1962, il carcerato John Paul Scott riuscì a nuotare per una distanza di 4 km da Alcatraz sino a Fort Point, al limitare sud del Golden Gate Bridge. Qui venne trovato da un gruppo di ragazzi, in ipotermia ed esausto per la fatica. Dopo una degenza al Letterman General Hospital, venne immediatamente rimandato al carcere di Alcatraz. Egli fu l'unico caso provato di carcerato di Alcatraz ad aver raggiunto a nuoto la riva.
La fuga di Scott, condotta in condizioni peggiori di quella di Morris e degli Anglin che invece usarono almeno per un certo tratto una zattera primitiva da loro costruita risultò scioccante per coloro che avevano sempre strenuamente sostenuto la morte di Morris e dei fratelli Anglin per annegamento. Attualmente sono molti gli atleti che ogni anno percorrono a nuoto la tratta Alcatraz - Fort Point come parte della prova di triathlon denominata Fuga da Alcatraz.
L'FBI chiuse le proprie indagini ufficialmente il 31 dicembre 1979, dopo 17 anni di ricerche. La conclusione finale fu che i prigionieri erano annegati nelle acque fredde della baia (10-15 °C) mentre stavano cercando di raggiungere Angel Island. Citarono i ritrovamenti e gli effetti personali dei due uomini recuperati come prova del fatto che la zattera si sarebbe spezzata e sarebbe colata a picco coi tre uomini e che i fuggitivi avrebbero provato a proseguire a nuoto ma sicuramente sarebbero morti per ipotermia, e i loro corpi spazzati via dalle rapide correnti della Baia di San Francisco.

## Avvistamenti
Dopo la notizia della fuga dei tre uomini, incominciarono a verificarsi molti avvistamenti dei fuggitivi; alcuni racconti vennero cassati, altri vennero presi in considerazione.
Il giorno successivo alla fuga, un uomo che disse di essere John Anglin chiamò un avvocato, Eugenia MacGowan, di San Francisco perché organizzasse un incontro con le locali autorità di polizia. Quando MacGowan si rifiutò, la chiamata terminò bruscamente. L'FBI cassò la chiamata come uno scherzo.
Nel gennaio del 1965, all'FBI giunse notizia secondo la quale Clarence Anglin si trovava in Brasile. La traccia venne considerata così significativa che degli agenti vennero inviati in Sud America nella speranza di trovarlo, ma non trovarono nessuno.
Un informatore anonimo chiamò l'ufficio di polizia nel 1967 dicendo di essere stato compagno di scuola di Morris e di conoscerlo da 30 anni. Disse di averlo incontrato nel Maryland e lo descrisse con una lieve barba e dei baffi, ma si rifiutò di fornire ulteriori dettagli.
Nel corso degli anni i membri della famiglia Anglin ricevettero diverse cartoline postali non firmate e messaggi vari. Una cartolina era firmata "Jerry" e un'altra "Jerry and Joe". La famiglia mostrò agli investigatori anche una cartolina di Natale ricevuta nel 1962 che riportava "A mamma, da John. Buon Natale." Un altro fratello Anglin, Robert, disse più volte di aver sentito il telefono squillare ma di aver udito dalla parte opposta solo un respiro; disse Robert: "Penso si trattassero di scherzi, ma potrebbero anche essere stati i miei fratelli". La madre dei fratelli Anglin ricevette dei fiori anonimi a ogni Festa della Mamma sino alla sua morte nel 1973, e due donne molto alte e con un make-up inusuale presero parte al suo funerale, per poi scomparire. Gli ufficiali federali dissero che negli anni '60 e '70 vi furono in tutto "sei o sette" avvistamenti dei fratelli Anglin, tutti tra il nord della Florida e la Georgia. Robert disse che nel 1989, al funerale del loro padre, si presentarono al rito due stranieri con barba. Secondo il racconto di Robert: "Rimasero di fronte alla bara guardando il corpo per alcuni minuti e poi se ne andarono".
Nel 1989, una donna che si presentò come "Cathy" chiamò il programma Unsolved Mysteries e disse di aver riconosciuto nella fotografia di Clarence Anglin, un uomo che viveva in una fattoria di Marianna, in Florida.
Nei primi anni 2000, sul The New York Times, l'autore di best seller Frank M. Ahearn, riferì che l'ufficio investigazioni aveva ricevuto la segnalazione secondo la quale i due fratelli Anglin si trovavano in Brasile.

## Sviluppi successivi
La fuga venne ripercorsa da Robert Stack nel 1989 sul programma Unsolved Mysteries. Vennero elaborate due teorie: una che prevedeva che i tre avessero raggiunto a nuoto la riva da Alcatraz all'entroterra e l'altra secondo la quale avrebbero svolto parte della traversata a bordo della loro zattera di fortuna.
Nel 1993 Thomas Kent, ex prigioniero di Alcatraz, disse al programma televisivo America's Most Wanted di aver aiutato i suoi colleghi nella fuga e di poter dare "nuove prove significative" agli investigatori. Disse che la fidanzata di Clarence Anglin era d'accordo per incontrare l'uomo sulla riva e insieme si sarebbero poi recati in Messico. Egli si sarebbe rifiutato di prendere parte alla fuga, perché non sapeva nuotare. Gli ufficiali furono da subito scettici nei confronti del racconto di Kent, in quanto aveva ricevuto la somma di 2 000 dollari per l'intervista.
Art Roderick, un investigatore in pensione, ebbe modo di prendere informazioni su un uomo di nome John Leroy Kelly (morto nel 1993), che dettò una confessione sul letto di morte alla propria infermiera. Kelly disse con un suo complice di aver recuperato Morris e i fratelli Anglin dalla baia a bordo di una nave e di averli trasportati verso l'area di Seattle, Washington. Successivamente, rendendosi conto di chi stavano trasportando, Kelly e il suo collega decisero di uccidere i fuggitivi per prendere la taglia di 40.000 dollari sulla loro testa, taglia che a ogni modo non riuscirono mai a riscuotere. Sentendosi questo peso per tutta la vita, Kelly ormai giunto alla morte sentì il bisogno di confessare questo fatto in presenza di una testimone, come già aveva fatto a un prete. Roderick e gli altri riuscirono a capire il luogo a Seattle dove Kelly diceva che i tre fossero stati sepolti da lui e dal suo collega, ma scavando sul posto non vennero trovate le ossa dei tre né altre tracce.
Nel 2003 nel programma MythBusters episodio 8 in onda su Discovery Channel è stato compiuto un test di fattibilità della fuga a bordo di una zattera costruita coi medesimi materiali e attrezzi a disposizione dei fuggiaschi, determinando come essa sarebbe stata effettivamente possibile. Secondo quanto teorizzato da MythBuster la destinazione finale dei fuggitivi non era Angel Island, bensì un'altra. Secondo i test effettuati, il vero obbiettivo era l'area peninsulare di Marin Headlands. Il medesimo programma ha inoltre suggerito che i resti ritrovati della zattera improvvisata sarebbero potuti essere stati volutamente abbandonati dai fuggiaschi per suffragare l'idea di un loro naufragio e conseguente annegamento. A oggi non esistono prove concrete per approvare o confutare la teoria.
Nel 2011 la documentazione venne rivista completamente nel documentario trasmesso dal National Geographic Channel dal titolo Vanished from Alcatraz. Michael Dyke riuscì a scoprire che nei rapporti, al contrario di quelli ufficiali dell'FBI, venne scoperta su Angel Island una zattera il 12 giugno 1962, il giorno dopo la fuga. Nell'area vennero rilevate anche delle impronte. Venne successivamente indicato che una macchina, una Chevrolet blu del 1955, targa KPB-076, era stata rubata a Marin County il giorno dopo la fuga. Venne inoltre riportato che alle 11:30 del 12 giugno un motociclista di Stockton (128 km a est di San Francisco) riportò al California Highway Patrol di essere stato costretto ad andare fuori strada da tre uomini a bordo di una Chevrolet blu. Il furto venne segnalato anche da alcuni giornali locali. Secondo Dyke, vi erano delle barche ormeggiate proprio sulla costa opposta di Angel island e pertanto i fuggitivi avrebbero potuto prendere una di queste per recarsi poi verso la terraferma. Questo portò a ulteriori speculazioni secondo le quali i tre sarebbero sopravvissuti e che ufficialmente sarebbero stati dichiarati morti annegati per non far venir meno la fama di Alcatraz come carcere a prova di fuga, ma anche nel contempo che i tre fuggiaschi si rilassassero e divenissero obbiettivi più facili da trovare. Nel corso del documentario Vanished from Alcatraz, Marshal Dyke ottenne il permesso di riesumare i resti di "John Bones Doe", e di comparare il DNA delle sue ossa con quello dei parenti di Morris, ma i due DNA non coincisero.
In quello stesso anno, l'ottantanovenne Bud Morris, che pretendeva di essere cugino di Frank Morris, disse che in "otto o nove occasioni" prima della fuga aveva consegnato dei pacchetti di denaro alle guardie di Alcatraz, possibilmente per corromperle. Disse anche di aver incontrato faccia a faccia suo cugino in un parcheggio di San Diego poco dopo la fuga. Sua figlia, che aveva "otto o nove" anni all'epoca, disse di essere stata presente all'incontro con "l'amico di suo padre, Frank", ma "di non aver avuto idea [della fuga]". La storia come del resto le relazioni con Morris non sono mai state provate.
Nel 2012, nel 50º anniversario della fuga, Michael Dyke disse di essere ancora sulle tracce della verità. In quello stesso anno le due sorelle degli Anglin, Marie Anglin Winder e Mearl Anglin Taylor, e due nipoti dei due fratelli, David e Kenneth Widner, dichiararono pubblicamente i dubbi sulla morte di un altro dei fratelli Anglin, Alfred, che rimase folgorato mentre tentava di fuggire dalla prigione di Kilby nel 1964, il quale in realtà era stato secondo loro pestato a sangue dalle guardie perché si era rifiutato di collaborare con gli investigatori al ritrovamento dei suoi due fratelli.
Nel 2014 un team di studiosi di correnti oceaniche e scienziati della Delft University dichiararono che se i prigionieri davvero lasciarono Alcatraz alle 23:30 dell'11 giugno, avrebbero potuto raggiungere Hoseshoe Bay poco più a nord del Golden Gate Bridge e che qualsiasi relitto in quella posizione sarebbe stato trasportato dalle correnti verso Angel Island dove infatti poi vennero ritrovati.
Nel 2015 History Channel produsse un documentario dal titolo Alcatraz: Search for the Truth dove venivano presentate ulteriori evidenze raccolte negli anni dalla famiglia Anglin sulla fuga. Kenneth e David Widner mostrarono le cartoline natalizie manoscritte dagli Anglin, presumibilmente ricevute dalla famiglia dopo la fuga. Se la scrittura sembrava effettivamente quella degli Anglin, in realtà nessuna delle buste riportava un francobollo e pertanto non si poté determinare se e da dove fossero state spedite. La stessa famiglia riportò una storia raccontata dall'amico di famiglia Fred Brizzi (morto nel 1998), il quale era cresciuto coi due fratelli e disse di averli riconosciuti a Rio de Janeiro, in Brasile, nel 1975. La famiglia mostrò una fotografia, dissero, scattata da Brizzi, la quale ritraeva secondo Brizzi, John e Clarence Anglin, in piedi presso un grande termitaio, e altre che mostravano una grande fattoria brasiliana di proprietà dei due uomini. Gli esperti forensi convocati da History Channel hanno confermato come la foto sia stata effettivamente scattata nel 1975, e ne conclusero che i due uomini fossero "molto probabilmente" gli Anglin. Secondo la storia di Brizzi, inoltre, i fuggitivi non utilizzarono una zattera di fortuna per attraversare la baia, ma al contrario rimasero attorno all'isola sino a mezzanotte aggrappati a una corda in mare e quindi sfruttarono un trasporto ancorato al porticciolo della prigione, proprio a bordo di quella nave "non convenzionale" avvistata da Checchi. Nel corso del documentario, la famiglia diede inoltre il permesso di eseguire delle indagini sul corpo di Alfred Anglin, sepolto nel cimitero di Ruskin, Florida. Il coroner non trovò tracce di traumi significativi sul corpo di Alfred, confermando la causa ufficiale di morte per folgorazione, ma si ebbe l'occasione di comparare il DNA di Alfred con quello delle ossa di "John Bones Doe" e di stabilire che quelle ossa non appartenevano a nessuno dei due fratelli Anglin.
Art Roderick, lavorando con la famiglia Anglin, disse che la fotografia dei due uomini scattata da Brizzi era "assolutamente la miglior prova in nostro possesso", ma aggiunse "potrebbe trattarsi anche di una bella storia non vera". Michael Dyke, disse che Brizzi era "un contrabbandiere di droga e un truffatore", e pertanto rimase sempre scettico sul suo racconto. La vedova di Brizzi dichiarò di non averlo mai sentito menzionare dei fratelli Anglin a Rio, e fu lei stessa ad ammettere che il marito era un "truffatore" e noto per inventare storie. Un esperto di scientifica comparò delle fotografie dei fratelli con quelle della foto e ne concluse che poteva trattarsi delle medesime persone, comparando i tratti somatici essenziali, per quanto l'età della foto e la presenza di occhiali ne impedivano una determinazione sicura.
Sul letto di morte, Robert Anglin fece nel 2010 una confessione ai membri della famiglia di essere stato in contatto con John e Clarence dal 1963 sino al 1987 circa. I membri della famiglia annunciarono quindi di volersi recare in Brasile e condurre personalmente delle ricerche, ma fu lo stesso Roderick a metterli in guardia perché sarebbero potuti essere stati arrestati dalle autorità brasiliane dal momento che un fuggitivo di Alcatraz rimaneva comunque un caso aperto per l'Interpol.

## Nella cultura di massa
Il libro di J. Campbell Bruce dal titolo Fuga da Alcatraz documenta la fuga avvenuta nel 1962 assieme alla descrizione degli altri tentativi per opera di carcerati nei 29 anni in cui Alcatraz fu sede del penitenziario federale.
Il film Fuga da Alcatraz (1979) con Clint Eastwood, Fred Ward e Jack Thibeau nei ruoli rispettivamente di Frank Morris, John Anglin e Clarence Anglin, ne fu la trasposizione cinematografica. Allen West (indicato nel film col nome di fantasia di Charley Butts) venne impersonato da Larry Hankin.
La fuga venne ripresa nella miniserie televisiva del 1980 Alcatraz, con protagonista Ed Lauter nel ruolo di Morris, e Louis Giambalvo e Antony Ponzini nel ruolo dei fratelli Anglin.
Terror on Alcatraz (1987) con protagonista Aldo Ray nel ruolo di Morris, vede il fuggiasco tornare anni dopo la sua fuga ad Alcatraz. 
Nel videogioco Call of Duty: Black Ops II vi è una mappa nella modalità zombie ispirata ad Alcatraz, di nome MOB of the Dead con tutti e 3 i fuggiaschi utilizzabili come personaggi giocabili.